# The Harder They Come
The Harder They Come (bra: Balada Sangrenta) é um filme jamaicano de 1972, dos gêneros policial e drama musical, dirigido por Perry Henzell, roteirizado por Trevor D. Rhone e estrelado por Jimmy Cliff. O filme é mais conhecido pela sua trilha sonora reggae que é referenciada como tendo "levado o reggae para o mundo".
Muito bem sucedido na Jamaica, também foi lançado no mercado internacional e é descrito como "possivelmente o mais influente filme jamaicano e um dos mais importantes do cinema caribenho".